# Episodi di Kojak (prima stagione)
Questa voce contiene trame, dettagli e crediti dei registi e degli sceneggiatori della prima stagione della serie televisiva Kojak.
Negli Stati Uniti, la serie andò in onda sulla CBS. Essa fu anticipata dal film per la tv Tenente Kojak il caso Nelson è suo, andato in onda l'8 marzo 1973. La serie effettiva ebbe inizio il 24 ottobre 1973 e fu trasmessa fino all'8 maggio 1974.
In Italia, il film tv uscì nei cinema nel 1978 - in seguito al successo della serie tv - e fu trasmesso nel 1980 dalle reti locali La stagione fece la sua comparsa su Rai 1 a partire dal 29 ottobre 1976 con il 15º episodio. Nella prima trasmissione italiana, gli episodi furono mandati in onda tra il 1976 e il 1982 in maniera discontinua, in un ordine non cronologico e mescolati a episodi delle altre stagioni.
Il decimo episodio, Preparativi di nozze, fu il primo episodio trasmesso (in replica) da Canale 5 il 5 gennaio 1983, quando la serie passò dalla Rai a Fininvest.
| n° | Titolo originale             | Titolo italiano                    | Prima TV USA     | Prima TV Italia                    |
| -- | ---------------------------- | ---------------------------------- | ---------------- | ---------------------------------- |
| –  | The Marcus-Nelson Murders    | Tenente Kojak il caso Nelson è suo | 8 marzo 1973     | 1980                               |
| 1  | Siege of Terror              | Due ore d'assedio                  | 24 ottobre 1973  | 5 novembre 1976                    |
| 2  | Web of Death                 | Nella rete                         | 31 ottobre 1973  | 16 febbraio 1982                   |
| 3  | One for the Morgue           | Problemi di famiglia               | 7 novembre 1973  | 12 novembre 1976                   |
| 4  | Knockover                    | Un diamante fra due rapine         | 14 novembre 1973 | 19 novembre 1976                   |
| 5  | Girl in the River            | La ragazza nel fiume               | 21 novembre 1973 | 30 marzo 1982                      |
| 6  | Requiem for a Cop            | Requiem per un agente              | 28 novembre 1973 |                                    |
| 7  | The Corrupter                | Il corruttore                      | 5 dicembre 1973  | 29 dicembre 1981 o 19 gennaio 1982 |
| 8  | Dark Sunday                  | Una cupa domenica                  | 12 dicembre 1973 | 4 marzo 1977                       |
| 9  | Conspiracy of Fear           | L'albero dei soldi                 | 19 dicembre 1973 | 18 marzo 1977                      |
| 10 | Cop in a Cage                | Preparativi di nozze               | 2 gennaio 1974   | 26 novembre 1976                   |
| 11 | Marker to a Dead Bookie      | Pesca nell'Est River               | 16 gennaio 1974  | 18 febbraio 1977                   |
| 12 | Last Rites for a Dead Priest | Il falso prete                     | 23 gennaio 1974  |                                    |
| 13 | Death Is Not a Passing Grade | La morte non è un passaggio        | 30 gennaio 1974  |                                    |
| 14 | Die Before They Wake         | Muori prima che si sveglino        | 6 febbraio 1974  | 2 febbraio 1982                    |
| 15 | Deliver Us Some Evil         | Grandi collezionisti               | 13 febbraio 1974 | 29 ottobre 1976                    |
| 16 | Eighteen Hours of Fear       | La breve fuga di Peggy             | 20 febbraio 1974 |                                    |
| 17 | Before the Devil Knows       | Prima che lo sappia il diavolo     | 27 febbraio 1974 | 16 marzo 1982                      |
| 18 | Dead on His Feet             | La vita non ha prezzo              | 6 marzo 1974     |                                    |
| 19 | Down a Long and Lonely River | Giù per il lungo fiume solitario   | 20 marzo 1974    | 2 marzo 1982 o 23 marzo 1982       |
| 20 | Mojo                         | Mojo                               | 27 marzo 1974    | 12 gennaio 1982                    |
| 21 | Therapy in Dynamite          | Terapia con dinamite               | 10 aprile 1974   | 19 maggio 1982                     |
| 22 | The Only Way Out             | Il ritorno di Arnold March         | 8 maggio 1974    | 25 febbraio 1977                   |